# Acacia gonocarpa
Acacia gonocarpa é uma espécie de leguminosa do gênero Acacia, pertencente à família Fabaceae.